# Gustav von Glasenapp
Gustav Emil Ferdinand von Glasenapp (* 2. November 1840 in Stolp; † 12. Oktober 1892 in Berg Diwenow) war ein preußischer Leutnant und Militärschriftsteller.

## Leben

### Familie
Gustav war Angehöriger des pommerschen schlossgesessenen Adelsgeschlechts von Glasenapp. Seine Eltern waren der preußische Oberst z. D. Ferdinand von Glasenapp (1814–1898) und Pauline von Schack († 1891). Er vermählte sich 1867 mit Pauline Wiese (1849–1880). Aus der Ehe gingen drei jung verstorbene Kinder Margarethe (1868–1882), Hedwig (1870–1870) und Paul (1872–1883) hervor. Als Witwer ging er 1888 mit Luise Hinz (1855–1898) eine zweite Ehe ein.

### Werdegang
Glasenapp begann seine Offizierslaufbahn in der preußischen Armee 1852 auf der Kadettenanstalt in Culm und wechselte 1855 in das Kadettenregiment in Berlin. 1856 trat er in das 5. Husaren-Regiment ein und avancierte dort 1857 zum Portepeefähnrich sowie 1858 zum Sekondeleutnant. 1865 erhielt er als Leutnant seinen Abschied.
Hiernach widmete er sich literarischen, vor allem militärkundlichen Arbeiten. Er war Redakteur der Neuen militärischen Blätter, aber auch der Kriegszeitung 1870/71 und der Unteroffizierszeitung.
Nachdem er seinen Wohnsitz zunächst in Berlin, dann in Potsdam hatte, verstarb er als Villenbesitzer in Berg Divenow.

## Werke
- Preussens Feldzug 1866 vom militärischen Standpunkt: nach den bis jetzt vorhandenen Quellen. Berlin 1866 (books.google.de)
- Leitfaden beim theoretischen Unterricht des Kavalleristen. Berlin 1867
- Über die Wartung und den Gebrauch des Dienst-, Luxus- und Jagd-Pferdes. Berlin 1867
- Militärische Biographien des Offizier-Corps der Preussischen Armee. Berlin 1868, (archive.org)
- Der Feldzug von 1870–71. 2 Bände. Berlin 1871 (books.google.de)
- Die Generale der Deutschen Armee Zehn Jahre Deutscher Heeres-Geschichte 1864–1874. 1875
- Bayern’s Generale. 1876
- Die Generale der deutschen Armee von 1848–1871: Biographien, Portraits und Faksimiles. 2 Bände. Berlin 1880
- Ergänzung zum Generalstabswerk 1866 und 1848–1871: Biographien, Portraits und Facsimiles der Führer der deutschen Heere bis einschl. der Führer einer Division in den Feldzügen von 1848, 1849, 1864, 1866 und 1870–71. Berlin 1880
- Leitfaden bei der Instruktion der Rekruten und der älteren Mannschaften der Kavallerie. Berlin 1882
- Denkschrift zum Neun und Achtzigsten Geburtstage Seiner Majestät des Kaisers und Königs Wilhelm: 79 Dienstjahre Seiner Maj. Potsdam 1886
- Gesetzbuch der Criminal- und Correctionsstrafen und Gesetz über die von den Friedensrichter. 1892